# FIFA 14
FIFA 14 este al douăzeci și unulea joc din seria FIFA de fotbal. Acesta a fost dezvăluit pe data de 17 aprilie 2013 sub sloganul „The Emotion of Scoring Great Goals” (en: Emoția marcării unor mari goluri).

## Caracteristici noi
După cum era de așteptat a avut un succes enorm din mai multe motive:
Mai multe situații din fotbalul adevărat au fost luate în considerare de-a lungul creării jocului, precum: posesia Barcelonei de peste 67% în campionat, foarfeca lui Zlatan Ibrahimovic din meciul împotriva Angliei, primul gol al lui Lionel Messi pentru Barcelona (la vârsta de 17 ani) sau voleul lui Papiss Cisse în meciul contra celor de la Chelsea FC.
- Pure Shot: Jucătorii vor încerca să se plaseze cât mai bine pentru șut, dar asta va depinde de poziția lor pe teren și de cum le vine mingea către picior. Ei se vor folosi de ce au la dispoziție, asta însemnând că există posibilitatea să șuteze chiar dacă sunt lipsiți de echilibru sau pot șuta grăbiți scăzând acuratețea și puterea șutului lor.[8]
- Real Ball Physics: Traiectoria mingii din momentul în care a fost șutată va fi determinată de noi formule ce vor faciliza șuturile precum cele puternice de la distanță sau cele cu efect.[8]
- Protect the Ball: Această nouă mecanică intuitivă va permite jucătorilor să se interpună între adversar și minge la orice viteză. Când un jucător care are posesia este tras, acesta va putea contracara punându-se în fața adversarului și protejând mingea. De asemenea, un jucător va putea să lupte pentru minge înainte să ajungă la această utilizându-se de corpul său. Această caracteristică este menită să faciliteze dominarea mijlocului terenului.[7]
- Teammate Intelligence: Reprezintă o îmbunătățire a decizilor luate de către coechipieri atât în atac cât și în defensivă.[9]
- Global Scouting Network: În modul Career se va putea dezvolta și îmbunătăți rețeaua de căutare a jucătorilor (în vederea unor transferuri). Fotbaliștii vor putea fi evaluați pentru a se releva calitățile necesare pentru îmbunătățirea echipei manageriate. Noua interfață va permite o mai ușoară navigare, mai puține întreruperi și rapoarte în timp real cu privire la jucătorii căutați.[9]

Jocul a aparut si in Romania pe data de 27 septembrie 2013.
Programatorii români au adăugat toate echipele din Liga 1 în FIFA 14 și au realizat un patch neoficial.

## Coloana sonoră
| Coloana sonoră |                                  |                                                      |         |  |
| Nr.            | Titlu                            | Artist                                               | Lungime |  |
| 1.             | „Hit It”                         | American Authors                                     |         |  |
| 2.             | „Get Down”                       | Amplify Dot                                          |         |  |
| 3.             | „Ratchet”                        | Bloc Party                                           |         |  |
| 4.             | „T.U.B.E.”                       | Chinza Dopeness                                      |         |  |
| 5.             | „We Sink”                        | CHVRCHES                                             |         |  |
| 6.             | „Love Natural”                   | Crystal Fighters                                     |         |  |
| 7.             | „Compliment Your Soul”           | Dan Croll                                            |         |  |
| 8.             | „Runnin'”                        | David Dallas                                         |         |  |
| 9.             | „Downtown”                       | De Staat                                             |         |  |
| 10.            | „F for You”                      | Disclosure                                           |         |  |
| 11.            | „Alive”                          | Empire of the Sun                                    |         |  |
| 12.            | „My Number (Trophy Wife Remix)”  | Foals                                                |         |  |
| 13.            | „I'm with You”                   | Grouplove                                            |         |  |
| 14.            | „I Know It's You”                | Guards                                               |         |  |
| 15.            | „Funky Futurista”                | Illya Kuryaki and the Valderramas                    |         |  |
| 16.            | „Marathons”                      | Jamie N Commons                                      |         |  |
| 17.            | „Love Me Again”                  | John Newman                                          |         |  |
| 18.            | „Boa Noite”                      | Karol Conka                                          |         |  |
| 19.            | „Hot”                            | Los Rakas                                            |         |  |
| 20.            | „Voce Diz Que O Amor Nao Doi”    | Marcelo D2                                           |         |  |
| 21.            | „Don't Forget Who You Are”       | Miles Kane                                           |         |  |
| 22.            | „Copy of a”                      | Nine Inch Nails                                      |         |  |
| 23.            | „Am Ende”                        | OK KID                                               |         |  |
| 24.            | „Mechanical”                     | Oliver                                               |         |  |
| 25.            | „Magic”                          | Olympic Ayres                                        |         |  |
| 26.            | „Purple, Yellow, Red and Blue”   | Portugal. The Man                                    |         |  |
| 27.            | „Here”                           | Robert DeLong                                        |         |  |
| 28.            | „I Am”                           | Rock Mafia, Tokio Hotel, Wyclef Jean și David Correy |         |  |
| 29.            | „Dreaming”                       | Smallpools                                           |         |  |
| 30.            | „The City”                       | The 1975                                             |         |  |
| 31.            | „Miko”                           | The Chain Gang of 1974                               |         |  |
| 32.            | „Little Games (St. Lucia Remix)” | The Colourist                                        |         |  |
| 33.            | „Hearts Like Ours”               | The Naked and Famous                                 |         |  |
| 34.            | „On Our Way”                     | The Royal Concept                                    |         |  |
| 35.            | „Worship You”                    | Vampire Weekend                                      |         |  |
| 36.            | „24 Hours”                       | Wretch 32                                            |         |  |
| 37.            | „Lived A Lie”                    | You Me at Six                                        |         |  |